# Mido Hamada
Mido Hamada, född 1971 i Kairo, är en tysk-egyptisk skådespelare.
Hamada har bland annat medverkat i filmen American Sniper. Han har även medverkat i TV-serierna Emerald City och Alexander: The Making of a God.

## Filmografi (i urval)
- 2014 – American Sniper
- 2017 – Emerald City (TV-serie)
- 2024 – Alexander: The Making of a God (TV-serie)
- 2014 – Konspirationen (TV-serie)